# Sablatnig C III
Die Sablatnig C III war ein deutsches Militärflugzeug am Ende des Ersten Weltkriegs. Sie war die erste in Eindeckerbauweise ausgeführte Konstruktion der Sablatnig-Flugzeugbau GmbH.

## Entwicklung
Die C III wurde ab Beginn des Jahres 1918 von Josef Sablatnig und Hans Seehase als Aufklärungsflugzeug entworfen. Sie orientierten sich bei der Ausführung an dem etwa zur selben Zeit entwickelten Doppeldecker C II, von dem der Rumpf und das Leitwerk übernommen wurden. Die Tragfläche des Tiefdeckers war durch ein an der Oberseite verlaufendes Kabel verspannt; der dazugehörige Spannturm befand sich auf der Rumpfoberseite zwischen den beiden Besatzungskabinen. An der Unterseite verliefen Spanndrähte zum Hauptfahrwerk. Die Querruder besaßen einen Hornausgleich. Während des Baus stellte sich heraus, dass die vorgesehene Reihenbildkamera nicht im Flugzeug untergebracht werden konnte, weshalb die Arbeiten vorerst eingestellt wurden. Am 11. Oktober fiel die Entscheidung, die C III zum „Kanonenflugzeug“ umzurüsten. Aus diesem Grund erfolgte drei Tage später der Einbau eines starren Maschinengewehrs. Für eine gute Sicht nach unten wurde der Einbau von Fenstern vorgesehen, weshalb zum Ende des Monats der Rumpfboden umgebaut wurde. Auch eine neue, dickere Tragfläche wurde ins Auge gefasst, aber nicht umgesetzt. Trotz des Waffenstillstands am 11. November 1918 wurde am darauffolgenden Tag beschlossen, die C III zu vollenden. Dafür erfolgten im Dezember noch einige Änderungen der oberen Verspannung und des Spannturms. Die ersten Motortestläufe wurden Ende Januar 1919 durchgeführt. Anschließend wurde die C III zur Erprobung auf den Flugplatz Johannisthal verbracht und dort ab dem 3. Februar zusammengesetzt. Am 21. Februar 1919 wurde durch Max-Josef Limbach der Erstflug erfolgreich absolviert; allerdings verformte sich bei der Landung die nicht wie vorgesehen aus Chromnickelstahl gefertigte Fahrwerksachse. Die weitere Erprobung ergab eine Höchstgeschwindigkeit von ungefähr 170 km/h. Zwischenzeitlich erzwang akuter Kraftstoffmangel die Aussetzung der Testflüge, die aber am 19. Mai fortgesetzt werden konnten. Währenddessen war beschlossen worden, den Typ zu einem zivilen Passagierflugzeug umzurüsten. Am 31. des Monats wurde er deswegen wieder zurück ins Sablatnig-Werk überführt, wo der Einbau einer Fluggastkabine begonnen, aber höchstwahrscheinlich nicht vollendet wurde. Stattdessen wurden besser geeignete Sablatnig-Typen wie die N I und P I zu Verkehrsflugzeugen umgebaut. Lediglich ein Belastungstest mit 21 auf der Tragfläche stehenden Personen im April 1920 ist noch dokumentiert.

## Technische Daten
| Kenngröße             | Daten                                                                                                 |
| --------------------- | --- |
| Besatzung             | 2 |
| Spannweite            | 13,6 m                                                                                                |
| Länge                 | 7,890 m (Rumpf)                                                                                       |
| Flügeltiefe           | 2,69 m                                                                                                |
| Leermasse             | 1026 kg                                                                                               |
| Antrieb               | ein wassergekühlter Sechszylinder-Reihenmotor mit starrer Zweiblatt-Holzluftschraube Wolff (ø 3,15 m) |
| Typ, Startleistung    | Maybach Mb IVa, 260 PS (191 kW)                                                                       |
| Höchstgeschwindigkeit | ≈ 170 km/h (erflogen) 160 km/h (errechnet)                                                            |
| Steigzeit (errechnet) | 3 min auf 1000 m Höhe 25 min auf 6000 m Höhe 90 min auf 8000 m Höhe                                   |
| Gipfelhöhe            | 8000 m (errechnet)                                                                                    |